# Astripomoea cephalantha
Espèce
Statut de conservation UICN

 DD  : Données insuffisantes
Astripomoea cephalantha est une espèce de plantes de la famille des Convolvulaceae, endémique de Tanzanie, pour laquelle les données sont insuffisantes selon l’Union internationale pour la conservation de la nature.

## Taxinomie
Astripomoea cephalantha a pour basionyme :
- Astrochlaena cephalantha Hallier f., Bot. Jahrb. Syst. 18: 122 (1893).

## Description
Astripomoea cephalantha n’est connue que par une seule collecte, quelque part dans la région de Mwanza en Tanzanie, en 1892, et le type nomenclatural a été détruit en 1944 lors de l’incendie du jardin botanique et musée botanique de Berlin-Dahlem dans lequel l’herbier de Berlin a été détruit.
Les tiges sont dressées et couvertes de longs poils laineux. Les feuilles portées sur les pédoncules sont ovales-lancéolées, aiguës, se rétrécissant progressivement jusqu'à une base subcordée. Les pétioles mesurent 1,6 cm de long. Les fleurs sont groupées en inflorescences axillaires denses. Le pédoncule mesure 6,5 cm de long. Les bractées dépassent les sépales, et sont ovales larges, longuement acuminées à l'apex, et subcordées. La nervure médiane est très proéminente. Les sépales externes sont largement ovales, de 1,2 cm de long, et 1 cm de large, aigus. La corolle est blanche avec un centre violet, d’une longueur de 5 cm.
Cette espèce n'a plus été vue depuis sa collecte et la description est dérivée de l'original. Les inflorescences, les bractées et la couleur des fleurs peuvent faire penser à une forme d’Astripomoea hyoscyamoides var. melandrioides, mais il n’y a rien de connu avec une trace de base foliaire cordée.

## Répartition

Localisation de la région de Mwanza sur la carte de la Tanzanie.

Astripomoea cephalantha n’est connue que par une seule collecte par Franz Ludwig Stuhlmann, quelque part dans la région de Mwanza en Tanzanie, en 1892,.

## Statut de conservation
Astripomoea cephalantha est classée parmi les espèces pour lesquelles données sont insuffisantes sur la liste rouge de l’Union internationale pour la conservation de la nature, car elle n’est connue que par une seule collecte, quelque part dans la région de Mwanza en Tanzanie, en 1892, et le type nomenclatural a été détruit en 1944 lors de l’incendie du jardin botanique et musée botanique de Berlin-Dahlem dans lequel l’herbier de Berlin a été détruit.